# 免許
免許（めんきょ）とは、以下の2つを指す。
1. 日本の芸道における家元が門人に流派の名乗りを許可すること。
2. 1.の概念から派生した日本の法律上の免許のこと。

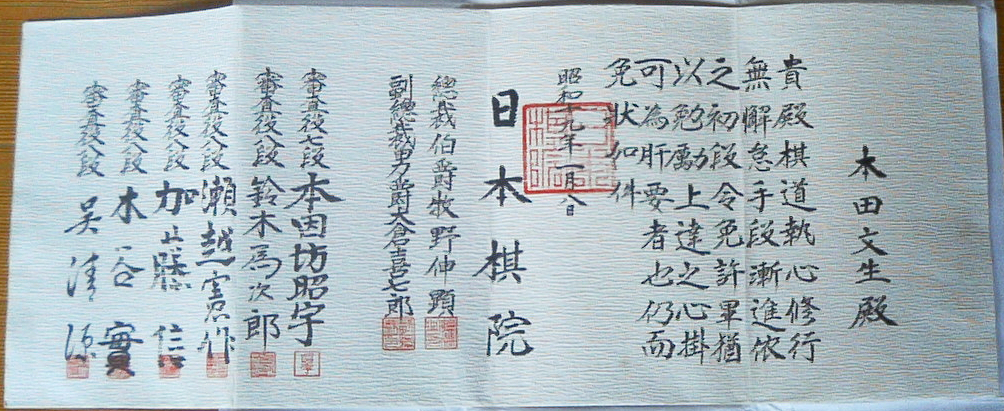
日本棋院が発行した囲碁の初段免状（允許状）

## 芸道における免許
免許とは本来、日本の伝統芸能の流派において、師匠が弟子に一通りの内容を伝授すること。または、伝授に際して与えられる、“伝授が為されたことを証明する”許し状（ゆるしじょう）のこと。
なお、その芸事における全伝を伝授するのは、皆伝（かいでん）と言い、免許とは異なるが、免許と皆伝が同時に伝授された場合は、併せて免許皆伝（めんきょかいでん）と呼ばれる。これはその流派により制度が異なるので家元・宗家には免許皆伝があるものの、門人に対しては必ずしもあるわけではない。また門人に免許を与える権限も宗家にしかない流派、免許門人に可能な流派などさまざまである。
大相撲においても過去には力士が横綱を締めるには吉田司家が発行する免許が必要であり、これを持たずに横綱土俵入りを行なった力士もいるが、その全員が歴代の正式な横綱には数えられていない。同様に立行司も吉田司家の免許により紫房（もしくは紫白房）軍配を許されることでその地位に就くものであった。
囲碁や将棋ではアマチュアに段位に応じた免状を交付しているが、これは棋力の認定である。
落語の落語立川流においては、真打昇進時に師匠直筆の「真打認定証」が授与される。立川流独立後、家元の立川談志が始めた形式であり、他の団体では行っていない。また、立川流でも師匠の方針で認定証を渡さずに真打昇進する場合も多い。

## 法律上の免許
- 法令に基づく日本の免許の一覧については「日本の免許一覧」
- 法令に基づかない民間資格との関連などについては「日本の資格一覧」
- 免状については「日本の免状一覧」
- 許認可については「日本の許認可一覧」

をそれぞれ参照。
法学において、免許とは一般に禁止・制限されている行為を行政機関が特定の人に対して許可することや、特定の人に権利を定めて地位を与えることである。講学上の概念としては、許可と特許の双方を含む。

法律上の文言では、資格（許可・特許）のことを講学上の概念とは別に免許という語が使用されている場合がある。日本では日常会話において単に「免許」という際には、最も身近な、道路交通法第84条の規定に基づく自動車の運転免許を指すことが多い。求人広告で「要普免」などとも表現される。
大まかに免許は、自動車の運転免許など自然人（個人）に与えられるものと、法人（団体）に与えられるもの（事業免許）に分けることができるが、自然人（個人）にも法人にも与えられるものもある。
免許を証明する書面(公文書)は免許証、免許状などと呼ばれ、個人に与えられたものは、時に身分証明書の代用として機能することもある。これは、当該官庁が、法律に基づきその免許・資格を与えた人が確かに存在すると証明していることと同じだからである。